# مايك كيلي (لاعب كرة قدم بريطاني)
مايك كيلي (بالإنجليزية: Mike Kelly)‏ (22 أكتوبر 1954 في المملكة المتحدة - ) هو لاعب كرة قدم بريطاني في مركز الوسط. لعب مع تشارلتون أثلتيك ونادي ميلوول ونادي دارتفورد وكارشالتون أثلتيك وكراي واندررز وبيكسلي يونايتد ‏ وSheppey United F.C. ‏.